# 特別児童扶養手当
特別児童扶養手当（とくべつじどうふようてあて）とは、「特別児童扶養手当等の支給に関する法律」（昭和39年7月2日法律134号、以下「法」という）に基づき、精神又は身体に障害を有する20歳未満の児童の福祉増進を図ることを目的として、その児童の保護者に対して支給される国の公的扶助制度。
母子家庭などを対象とした児童扶養手当と名称が似ているが、特別児童扶養手当は心身に障害を持つ児童がいる家庭が対象で、それぞれの要件を満たせば両方受給することもあり、両者は主従関係にない並行した別個の制度である。

## 支給要件
特別児童扶養手当の支給対象は、「特別児童扶養手当等の支給に関する法律施行令」（昭和50年7月4日政令第207号、以下「施行令」という）の別表第三で規定される2つの級のうちいずれかに該当する児童で、その父母のうち所得が多い者、または監護者が受給者となる。ただし、児童が施設等に入所している場合、当該障害を支給事由とする公的年金を既に受給している場合、児童または受給者のいずれかが日本国内に住所を有しない場合、施行令で定める制限額を超える所得がある場合は、支給されない。
障害者手帳を所持していれば診断書の提出を省略できる場合が有るが、手帳を所持していても診断書の内容により不支給となる場合も有る。 反対に、手帳を所持していなくても診断書の内容により支給される場合も有る。

### 1級
概ね、身体障害者手帳1 - 2級、療育手帳A判定程度
- 両眼の視力の和が0.04以下のもの
- 両耳の聴力レベルが100デシベル以上のもの
- 両上肢の機能に著しい障害を有するもの
- 両上肢のすべての指を欠くもの
- 両上肢のすべての指の機能に著しい障害を有するもの
- 両下肢の機能に著しい障害を有するもの
- 両下肢を足関節以上で欠くもの
- 体幹の機能に座つていることができない程度又は立ち上がることができない程度の障害を有するもの
- 前各号に掲げるもののほか、身体の機能の障害又は長期にわたる安静を必要とする病状が前各号と同程度以上と認められる状態であつて、日常生活の用を弁ずることを不能ならしめる程度のもの
- 精神の障害であつて、前各号と同程度以上と認められる程度のもの
- 身体の機能の障害若しくは病状又は精神の障害が重複する場合であつて、その状態が前各号と同程度以上と認められる程度のもの

### 2級
概ね、身体障害者手帳3 - 4級、療育手帳B判定程度
- 両眼の視力の和が0.08以下のもの
- 両耳の聴力レベルが90デシベル以上のもの
- 平衡機能に著しい障害を有するもの
- そしゃくの機能を欠くもの
- 音声又は言語機能に著しい障害を有するもの
- 両上肢のおや指及びひとさし指又は中指を欠くもの
- 両上肢のおや指及びひとさし指又は中指の機能に著しい障害を有するもの
- 一上肢の機能に著しい障害を有するもの
- 一上肢のすべての指を欠くもの
- 一上肢のすべての指の機能に著しい障害を有するもの
- 両下肢のすべての指を欠くもの
- 一下肢の機能に著しい障害を有するもの
- 一下肢を足関節以上で欠くもの
- 体幹の機能に歩くことができない程度の障害を有するもの
- 前各号に掲げるもののほか、身体の機能の障害又は長期にわたる安静を必要とする病状が前各号と同程度以上と認められる状態であつて、日常生活が著しい制限を受けるか、又は日常生活に著しい制限を加えることを必要とする程度のもの
- 精神の障害であつて、前各号と同程度以上と認められる程度のもの
- 身体の機能の障害若しくは病状又は精神の障害が重複する場合であつて、その状態が前各号と同程度以上と認められる程度のもの

## 所得制限額
制限額は受給者の所得税法上の扶養親族・配偶者の人数に応じ、施行令により下表のように定められている。この制限額を超える所得がある場合には手当は支給されない。
| 扶養親族・配偶者数 | 受給者本人         | 配偶者・扶養義務者 |
| ------------------ | ------------------ | ------------------ |
| 0人                | 4,596,000円        | 6,287,000円        |
| 1人                | 4,976,000円        | 6,536,000円        |
| 2人目以上加算額    | 1人につき380,000円 | 1人につき213,000円 |

扶養親族等の中に下記の者がいる場合は、上表の限度額に次の額を加算した額が限度額となる。
- 本人の場合

ア、老人控除対象配偶者又は老人扶養親族 - 1人につき100,000円
イ、特定扶養親族 - 1人につき250,000円
- 扶養義務者・配偶者の場合

老人扶養親族（当該老人扶養親族のほかに扶養親族がいないときは、当該老人扶養親族のうち1人を除いた老人扶養親族） - 1人につき60,000円
その他、受給者や扶養家族の年齢、障害の有無、医療費控除額など様々な要因によって所得額の控除や所得制限の緩和が有る。

## 受給申請
認定請求書（指定様式）、所得証明書（または所得調査同意書）、戸籍謄本、世帯全員の住民票、指定医師の診断書（指定様式。障害の種類によっては障害者手帳の提示などで省略できる場合もある）などの必要書類を添えて、居住地の市区町村の福祉担当窓口で申請する。認定されると申請受付日の翌月分から支給される。
また、受給開始後も毎年8月に状況届を提出したり、期日までに診断書を提出したりする必要が有る。

## 手当の額
手当の額は、法で1級50,000円、2級33,300円と定められ、施行令で1級49,900円、2級33,290円と読み替えられているが、「児童扶養手当法による児童扶養手当の額等の改定の特例に関する法律」（平成17年3月30日法律第9号）により、1級50,900円、2級33,900円を基準とし、総務省が作成する全国消費者物価指数の前年の指数が前々年の指数を下回った場合、その低下した比率を乗じることとし、年度ごとに改定している。平成18年度の額は次のとおり。
- 1級 - 月額50,750円
- 2級 - 月額33,800円

## 手当の支給
後払いで支給される。8 - 11月分を12月期、12 - 3月分を4月期、4 - 7月分を8月期に、4か月分まとめて受給者の郵便貯金口座（銀行口座でも可）に振り込まれる。12月期分は11月中に振り込む自治体が多い。

## その他
監護する子女がいまだ幼く、直接の保護を必要とすることから保護者世帯に配慮する自治体も多い。各種公共料金・施設使用料について廉価にする制度を設けている場合もある。保護者は福祉（行政）窓口にて確認することが必要。
父母のうち所得が多い者が受給者になるため、所得の大小が逆転した場合、元の受給者は資格を失った旨の届出を行い、多い者が改めて請求手続きを行う必要が有る。その他、住所、氏名、振込先口座などの変更が有れば届出が必要である。